# Jakub Przygoński
Jakub Przygoński, né le 24 mars 1985 à Varsovie (Pologne), est un pilote polonais moto puis auto de rallye-raid et de moto-cross.

## Palmarès

### Résultats à l'International Six Days Enduro
- International Six Days Enduro

### Résultats au Rallye Dakar
| Année | Catégorie | Marque          | Position | Victoires d'etapes |
| ----- | --------- | --------------- | -------- | ------------------ |
| 2009  | moto      | KTM 690 Rallye  | 11e      |                    |
| 2010  | moto      | KTM 690 Rallye  | 8e       |                    |
| 2012  | moto      | KTM 450 Replica | abd      |                    |
| 2013  | moto      | KTM 450 Replica | 11e      |                    |
| 2014  | moto      | KTM 450 Rally   | 6e       |                    |
| 2015  | moto      |                 | 18e      |                    |
| 2016  | Auto      |                 | 15e      |                    |
| 2017  | Auto      | Mini            | 7e       |                    |
| 2018  | Auto      | Mini            | 5e       |                    |
| 2019  | Auto      | Mini            | 4e       |                    |
| 2020  | Auto      | Mini            | 19e      |                    |
| 2021  | Auto      | Toyota          | 4e       |                    |
| 2022  | Auto      | Mini            | 6e       |                    |
| 2023  | Auto      | Mini            | 18e      |                    |

## Record
En 2013, il a battu le record du monde de vitesse en Drift mesuré à 217,97 kilomètres par heure.